# Sandsborg
Sandsborg – powierzchniowa stacja sztokholmskiego metra, leży w Sztokholmie, w Söderort, w dzielnicy Enskede-Årsta-Vantör, w części Gamla Enskede. Na zielonej linii metra T18, leży między Blåsut a Skogskyrkogården. Dziennie korzysta z nich około 3 900 osób.
Stacja znajduje się równolegle do Asgaerdevägen i Gamla Dalarövägen. Ma jedną halę biletową, wejścia rozmieszczone są przy Stora Gungans väg 19/Gamla Dalarövägen 2, Dalens Allé 1/Åstorpsringen 38. 
Stację otworzono 1 października 1950 razem z odcinkiem Slussen–Hökarängen. Ma jeden peron, który został odnowiony latem 2004.

## Czas przejazdu
| Linia | Stacja        | Czas przejazdu | Stacja                                                   | Czas przejazdu                  |
| T18   | Alvik         | 28 min         | Skärmarbrink Gullmarsplan Slussen Gamla stan T-Centralen | 3 min 5 min 9 min 10 min 14 min |
| T18   | Farsta strand | 12 min         | Skärmarbrink Gullmarsplan Slussen Gamla stan T-Centralen | 3 min 5 min 9 min 10 min 14 min |

## Otoczenie
W najbliższym otoczeniu stacji znajdują się:
- Dalens sjkuhem
- Sandsborgs Kapell
- Sandsborgskyrkogården
- Enskede skolan